# Буле Мозел
Буле Мозел (фр. Boulay-Moselle) је насељено место у Француској у региону Лорена, у департману Мозел.
По подацима из 2011. године у општини је живело 5223 становника, а густина насељености је износила 267,16 становника/km².

## Демографија
| 1962. | 1968. | 1975. | 1982. | 1990. | 2011. |
| ----- | ----- | ----- | ----- | ----- | ----- |
| 3.024 | 3.359 | 3.830 | 4.336 | 4.422 | 5.223 |